# حدبة (العدين)

تعديل مصدري - تعديل

حدبة محلة تابعة لقرية شرف حاتم، التابعة لعزلة شرف حاتم بمديرية العدين إحدى مديريات محافظة إب في الجمهورية اليمنية، بلغ تعداد سكانها 272 حسب تعداد اليمن لعام 2004.